# 王弘直
王弘直（?—?），字長宗，唐朝雍州咸阳人，出自琅邪王氏，是王導的十代孙，南梁左戶尚書、南昌章侯王規的曾孙，北周少司空石泉公王褒之孙。

## 生平
王褒北徙入关，定居咸阳。父亲王鼒，字玉鉉，隋朝卫尉丞、安都通守、石泉明威侯。兄长王弘让，有美名，贞观年间为中书舍人。
王弘直在唐太宗贞观年间为汉王（李元昌）友，李元昌游猎无度，王弘直上书切谏：“宗子是保城卫国之依托，所以能巩固邦家之业。大王功劳没有任城王（曹彰、一说李道宗）攻战克敌之效，品行没有河间王（刘德）乐善之美誉，封爵高于五等，封邑富达千室，当思虑报答陛下之洪恩，保国家无疆之福祚。为此而计，在于修德，遵循《诗》《礼》，博览史传。观察古人成败之所由，借鉴既往存亡之事迹，前车之覆后车之戒，居安思危。为什么纵马齐驱，在垄亩上奔驰，田野有游猎之客，里巷没有安居之人。给百姓带来忧患，逞一时的快乐，追踪禽兽不息，实在令人寒心。”李元昌看到之后稍稍停止。但逐渐排斥他，转任荆王（李元景）友，官至魏州刺史。唐高宗龙朔年间去世，諡孝。

## 诸子
- 王緘，字方舉，隋州司馬。
- 王續，字方紹，羅川令。
- 王繢，字方節，越王府法曹參軍。
- 王綝，字方慶。
- 王緄，字方操。